# 中国共产党长清县委员会
中国共产党长清县委员会，简称中共长清县委，中国共产党于1938年至2001年间在山东省长清县的领导机构。

## 历史
1938年6月，中国共产党长清、肥城、平阴三县联合县委成立，万晓塘任县委书记。

## 备注
1. ↑  一说1938年春，三县联合县委成立[1]